# Magdalena van de Passe

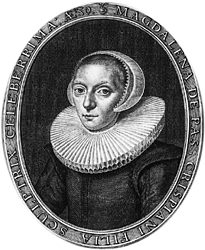
Magdalena van de Passe, portret door haar broer Simon, 1630

Magdalena van de Passe (Keulen, 1596 of 1600 - Utrecht, 1638), ook wel Magdelena de Passe genoemd, was een Nederlandse graveur. Ze specialiseerde zich in kopergravures van landschappen en mythologische en Bijbelse voorstellingen, met sterke tegenstellingen van licht en donker. Daarnaast maakte ze ook portretten.
De graveur Hendrick Goudt was waarschijnlijk van belangrijke invloed, want haar werk vertoonde eenzelfde subtiele graveerstijl als dat van Goudt. Haar Dood van Procris was een prent naar een schilderij van Adam Elsheimer die ze waarschijnlijk bij Goudt thuis had gezien. Ook graveerde ze landschappen van Paul Bril die ze mogelijk bij Goudt had gezien. Andere prenten waren gebaseerd op werk van Utrechtse kunstenaars als Adam Willaerts en Roelant Savery.
Ze werkte samen met haar broer Willem van de Passe aan een serie van 65 gravures ter illustratie van de Heroologia Anglica (1620) van de Engelse uitgever Henry Holland. Ook werkte ze samen met haar vader Crispijn van de Passe de Oude aan een serie illustraties van de Metamorphosen van Ovidius in vertaling door Karel van Mander. Dit omvangrijke project werd echter nooit voltooid.

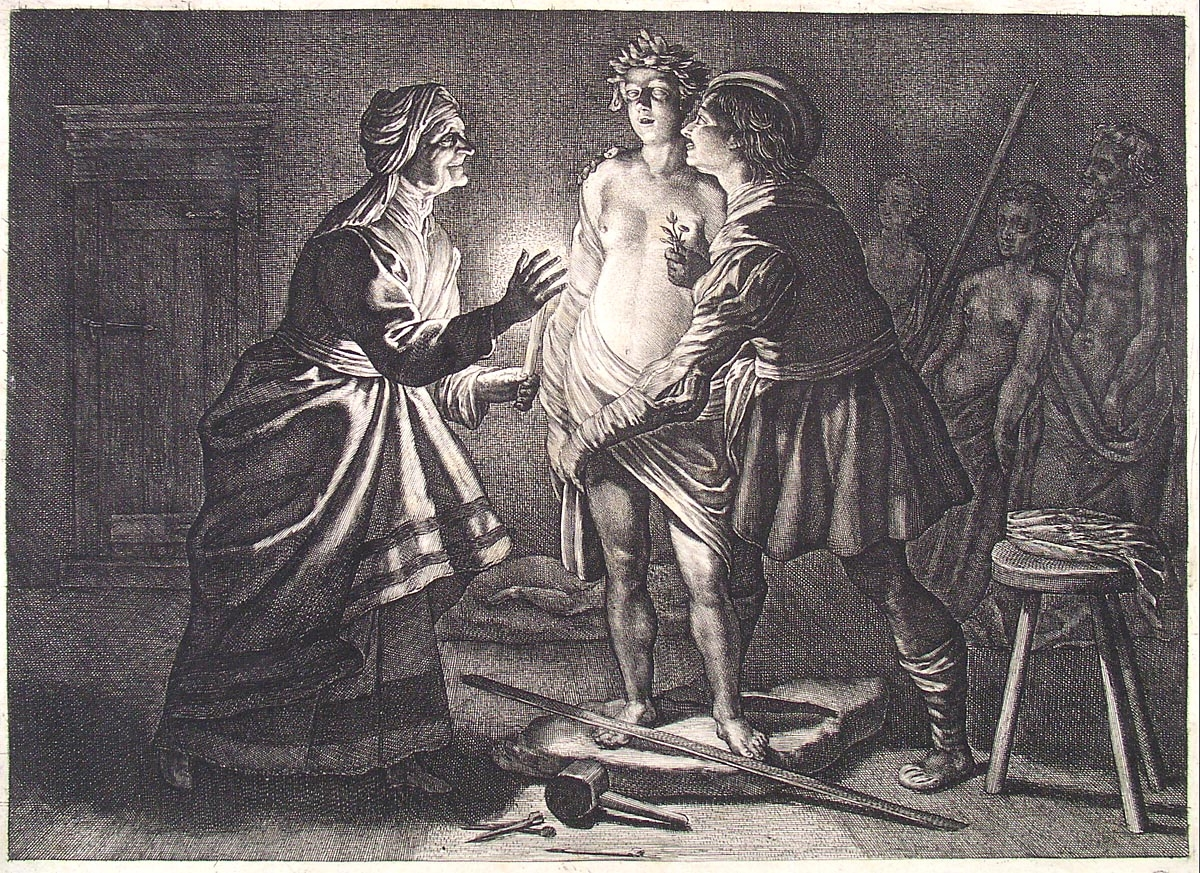
Pygmalion. Museum Boijmans Van Beuningen
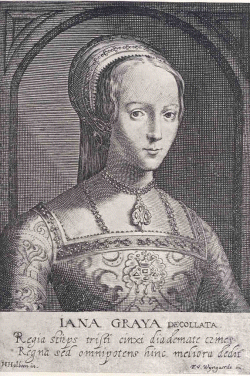
Jane Grey. Illustratie van de Heroologia Anglica (1620)

## Leven en loopbaan
Van de Passe was een dochter van de graveur en prentuitgever Crispijn van de Passe de Oude (1564-1637), een Zeeuwse doopsgezinde die vanuit Antwerpen naar Duitsland gevlucht was, en Magdalena de Bock (gestorven 1635). Ze leerde het vak van haar vader. In 1611 verhuisde Crispijn met zijn gezin vanuit Magdalenas geboorteplaats Keulen naar Utrecht, waar Magdalena vanaf ongeveer 1624 samen met haar drie broers in haar vaders werkplaats werkte. Ze begon haar werk op veertienjarige leeftijd te signeren, in tegenstelling tot haar broers, die hier op zeventienjarige leeftijd mee begonnen.
Op 26 maart 1630 kreeg ze een octrooi van de Staten-Generaal voor het versieren van slaapmutsen door er met een koperplaat een voorstelling op af te drukken. Ze verkreeg het alleenrecht om voor drie jaar op linnen en andere stoffen te drukken. Bij drie gelegenheden in 1631 presenteerde ze een aantal van deze slaapmutsen aan de Staten-Generaal, bedrukt met portretten van protestantse leiders en afbeeldingen van recente overwinningen op de rooms-katholieken. 
Begin jaren 1630 gaf ze les in kopergraveren en tekenen aan Anna Maria van Schurman. Waarschijnlijk kenden de families van de twee vrouwen elkaar nog uit Keulen.
Van de Passe bleef tot haar huwelijk bij haar ouders wonen. Op 33- of 34-jarige leeftijd trouwde ze met jonkheer Frederick van Bevervoorde en verhuisde naar de Mariaplaats in Utrecht. Waarschijnlijk stopte ze op dat moment met graveren. Haar echtgenoot stierf negentien maanden na het huwelijk. Aangezien haar moeder een half jaar eerder overleden was, nam ze hierna de zorg voor haar vader op zich.

## Lofdichten
Adriaen van der Venne schreef een gedicht aan haar, "Sinnighe Zeevsche slyper/ aen de Eerbare, Seden-rijcke, Const-rijcke, Loof-weerdighe Jonckvrou Magdalena vande Passe", dat hij uitgaf in zijn Zeeusche nachtegael (Middelburg, 1623). Aernout van Buchell schreef een lofvers op een portret van Van de Passe, waarschijnlijk een door haar broer Simon van de Passe gegraveerde portret waarop zij op ongeveer 30-jarige leeftijd afgebeeld werd. Haar boer Crispijn van de Passe de Jonge schreef twee jaar na haar dood twee verzen aan haar in zijn Les vrais pourtraits de quelques unes des plus grandes dames da la chrestiente (1640).
Joachim von Sandrart omschreef haar in zijn Teutsche Academie (1668-78) als een "vaardige en bekende graveur".
- Art Gallery of South Australia: 5453
- Biblioteca Nacional de España: XX1225888
- Bibliothèque nationale de France: cb179612492 (data)
- Biografisch Portaal: 04605079
- Gemeinsame Normdatei: 121239985
- International Standard Name Identifier: 0000 0001 1850 1987
- KulturNav: 57f1911e-0b11-466f-96d1-54bd2957c0ac
- Library of Congress Control Number: n80114001
- RKD-Nederlands Instituut voor Kunstgeschiedenis: 62018
- SNAC: w65m88hn
- Système universitaire de documentation: 236390503
- Union List of Artist Names: 500115550
- Virtual International Authority File: 27922231
- WorldCat: E39PBJgMyjdfbhyqjG6X3DRYfq